# 华中科技大学同济医学院附属同济医院

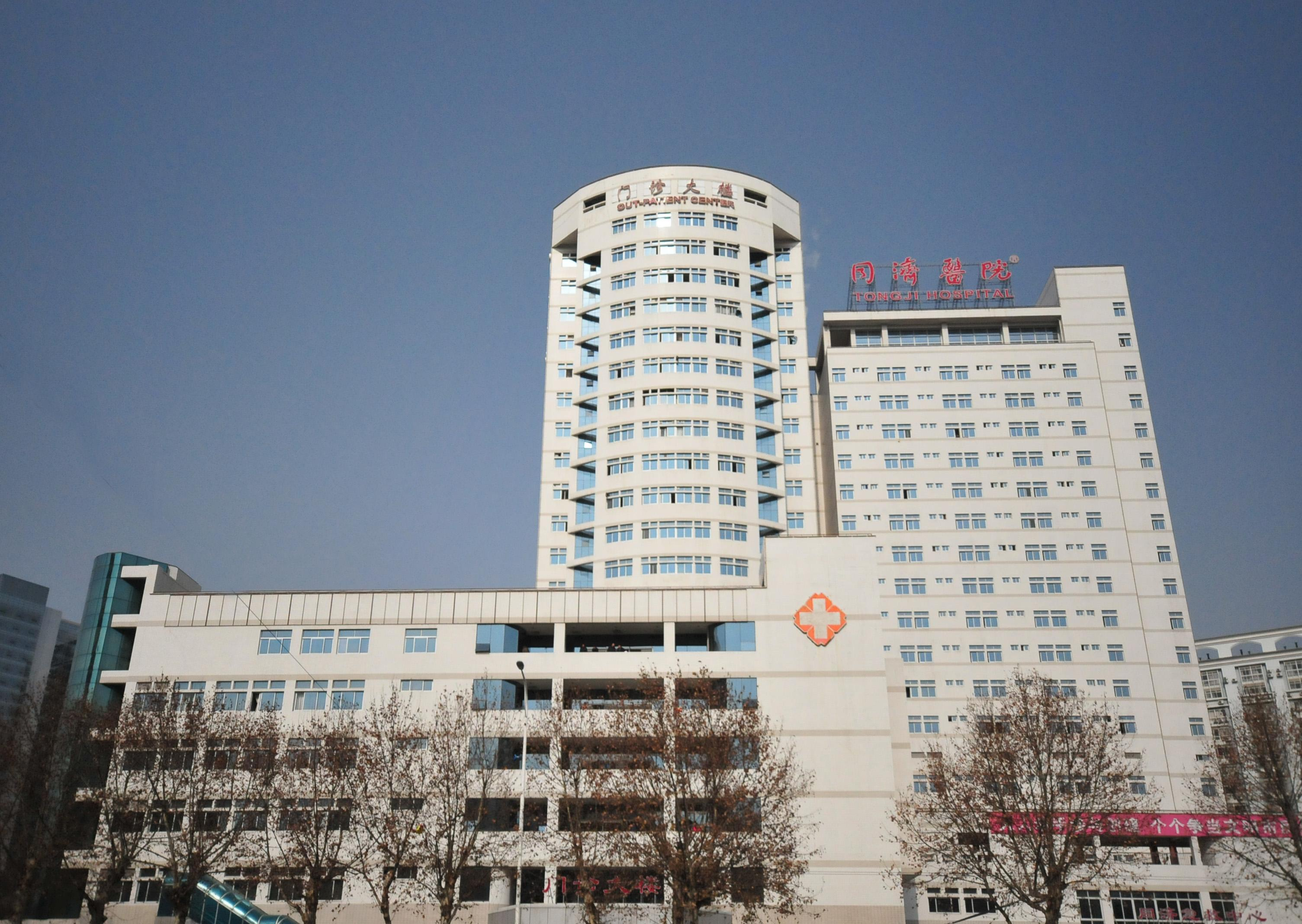
同济医院门诊楼

华中科技大学同济医学院附属同济医院（英語：Tongji Hospital Tongji Medical College of HUST），又名武汉同济医院，是一家集医疗、教学、科研于一体的综合医疗机构，是华中科技大学同济医学院的附属医院之一，湖北省首批三级甲等医院之一。作为教学机构时又称华中科技大学同济医学院第二临床学院。武汉同济医院拥有医院、牙科、医疗辅助等项目上“同济”的商标。

## 历史
1900年，德国医生埃里希·宝隆（Erich Paulun）在上海创办的同济医院正式挂牌开诊。“同济”二字取“同舟共济”之意。
1907年，埃里希·宝隆主持建立同济德文医学堂（国立同济大学的前身）。
1909年，埃里希·宝隆因病在上海逝世。为了纪念创始人，医院更名为宝隆医院，产权继续由德国人拥有。
1930年，医院更名国立同济大学附属宝隆医院。
1937年，为躲避战乱，部分宝隆医院员工携带医疗设备跟随国立同济大学西迁。另一些医院员工则留在上海，继续在宝隆医院工作。凤阳路原宝隆医院所在地现为上海长征医院。
1945年，德军在第二次世界大战中战败投降，日军接管宝隆医院，并改名为日本陆军医院。8月日军投降，从医院撤出，但医院设施被洗劫一空。
1946年，医院更名为国立同济大学医学院附设中美医院并重新开诊。（美国捐赠部分设施。）
1949年，中国共产党正式接管上海，国立同济大学和中美医院亦被接管。
1950年2月，同济大学医学院内迁武汉，与武汉大学医学院合并为中南同济医学院。中美医院仍留在上海，并开始迁入武汉的前期工作。
1951年5月，中美医院更名为同济医院。
1955年5月，医院正式迁入武汉，并更名为中南同济医学院附属第二医院。8月，中南同济医学院更名为武汉医学院，医院则更名为武汉医学院第二附属医院。
1985年5月，医院更名为武汉医学院附属同济医院，又称武汉同济医院。同年7月，武汉医学院更名为同济医科大学，医院则更名为同济医科大学附属同济医院，并继续使用武汉同济医院名称。
1993年，医院被中国卫生部评定为湖北省首批三级甲等医院之一。
2000年，同济医科大学与华中理工大学、武汉城市建设学院、科技部干部管理学院合并为华中科技大学。医院则更名为华中科技大学同济医学院附属同济医院，继续沿用武汉同济医院名称。
2012年，武汉同济医院新外科大楼启用，是当时中南地区最大外科楼，由德国著名设计师图克尔·科萨设计。

## 现状
目前，武汉同济医院现有主院区、光谷院区、中法新城院区，在职员工6100多人，其中600余人为高级职称专业人员，193名博士生导师，582名硕士生导师，92人享受国务院政府特殊津贴者，2名“973”项目首席科学家，3名教育部长江学者、10名国家杰出青年基金获得者、８名卫生部有突出贡献中青年专家、9名教育部新世纪优秀人才，特聘9名院士为同济医院教授。现设有62个临床医技科室，病床4000余张，有完备的先进医疗仪器设备。医院承担华中科技大学同济医学院的部分临床教学任务。
主要医疗工作量不断刷新荆楚医疗史，年门、急诊量连续10多年保持湖北省第一。2011年门、急诊量达到312万人次，出院病人9.4万人次，住院病人手术量4.4万台人次。 医院的医疗服务范围遍布中国大陆，并涉及东南亚。
8个国家级重点学科：普外科、泌尿外科、心血管内科、呼吸内科、血液内科、妇产科学、麻醉学、病理学与病理生理学。
13个卫生部临床重点专科：中西医结合科、传染科、超声影像及放射科为国家重点培育专科；妇产科、麻醉科、病理科、专科护理（护理部）等。
1个世界卫生组织康复培训和研究合作中心：康复医学科。

## 参看
- 同济医科大学
- 华中科技大学